# Letnie Igrzyska Paraolimpijskie 2012

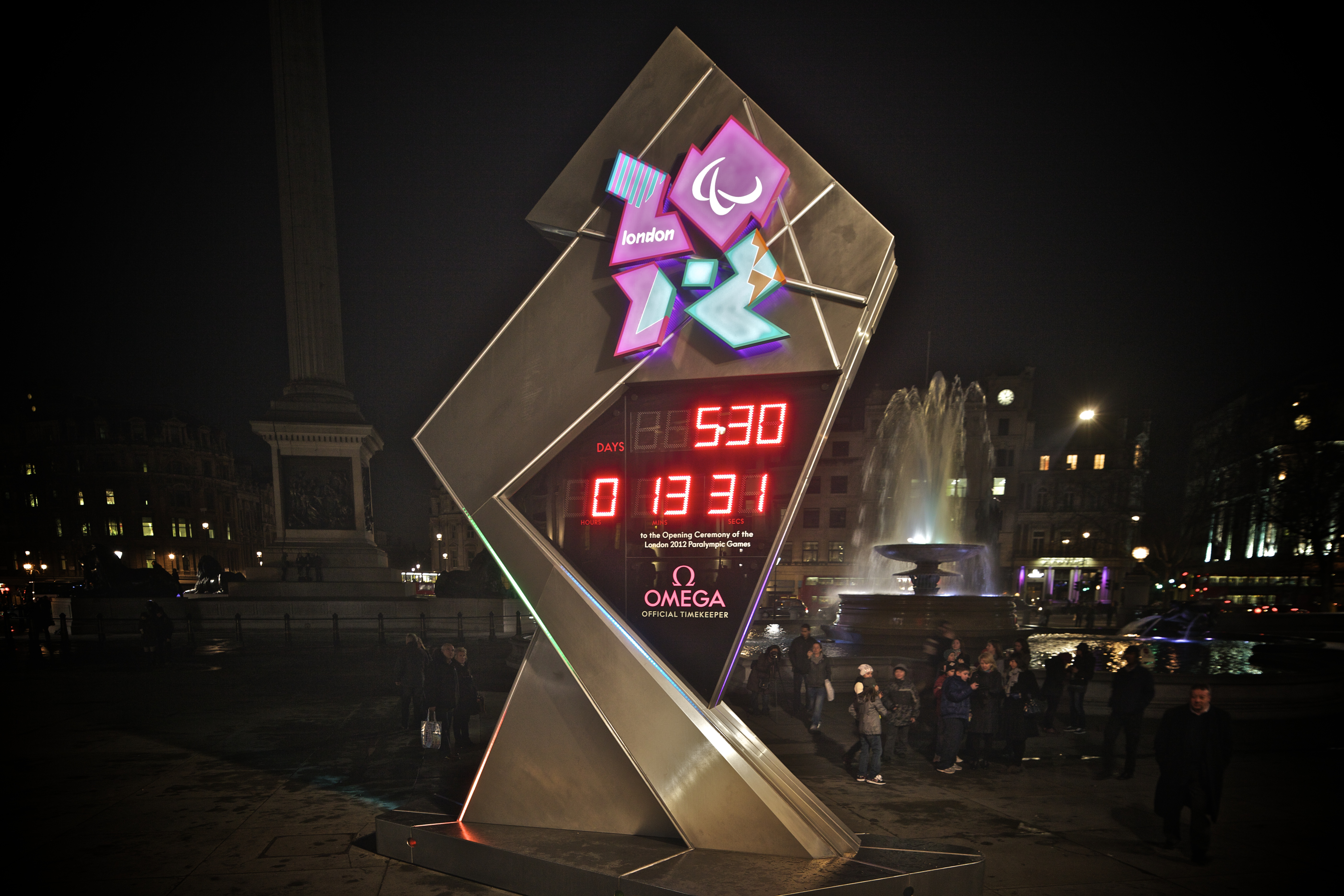
Zegar na Trafalgar Square, odliczający czas do ceremonii rozpoczęcia Igrzysk Paraolimpijskich

XIV Letnie Igrzyska Paraolimpijskie odbywały się w dniach 29 sierpnia – 9 września 2012 w stolicy Wielkiej Brytanii, Londynie. Były to drugie igrzyska paraolimpijskie rozgrywane w Anglii (wcześniej w 1984 roku w Stoke Mandeville).

## Wybór

### Eliminacje
18 maja 2004 w Singapurze odbyły się eliminacje mające wyłonić finalistów wyścigu o organizację igrzysk olimpijskich i paraolimpijskich. Kampanie reklamowe zostały ocenione. Oto wyniki:
- Paryż – otrzymał 8,5 pkt
- Madryt – otrzymał 8,3
- Londyn – otrzymał 7,6
- Nowy Jork – otrzymał 7,5
- Moskwa – otrzymała 6,5
- Lipsk – otrzymał 6,0
- Rio de Janeiro – otrzymało 5,1
- Stambuł – otrzymał 4,8
- Hawana – otrzymała 3,6.

### Finał
Decyzja o tym, kto będzie organizatorem igrzysk olimpijskich i paraolimpijskich w 2012 zapadła 6 lipca 2005 na 117. spotkaniu Międzynarodowego Komitetu Olimpijskiego w Singapurze. Członkowie MKOl-u wybrali spośród 5 kandydujących miast:
| Letnie Igrzyska Olimpijskie 2012 | Letnie Igrzyska Olimpijskie 2012 | Letnie Igrzyska Olimpijskie 2012 | Letnie Igrzyska Olimpijskie 2012 | Letnie Igrzyska Olimpijskie 2012 | Letnie Igrzyska Olimpijskie 2012 | Letnie Igrzyska Olimpijskie 2012 |
| -------------------------------- | -------------------------------- | -------------------------------- | -------------------------------- | -------------------------------- | -------------------------------- | -------------------------------- |
| Miasto                           | Państwo                          | Runda 1                          | Runda 2                          | Runda 3                          | Runda 4                          |                                  |
| Londyn                           | Wielka Brytania                  | 22                               | 27                               | 39                               | 54                               |                                  |
| Paryż                            | Francja                          | 21                               | 25                               | 33                               | 50                               |                                  |
| Madryt                           | Hiszpania                        | 20                               | 32                               | 31                               | –                                |                                  |
| Nowy Jork                        | Stany Zjednoczone                | 19                               | 16                               | –                                | –                                |                                  |
| Moskwa                           | Rosja                            | 15                               | –                                | –                                | –                                |                                  |

Według raportu MKOl-u najlepiej przygotowany do organizacji IO był Paryż. Duże szanse miały też Madryt i zwycięski Londyn. Najmniejsze szanse na organizację igrzysk w 2012 miały Nowy Jork ze względu na odległość od Europy i Moskwa przez słabe przygotowanie do organizacji igrzysk.
Dzień po ogłoszeniu decyzji, 7 lipca 2005, w Londynie doszło do serii zamachów w komunikacji miejskiej. Mimo tych wydarzeń MKOl podtrzymał swoją wcześniejszą decyzję.

## Igrzyska

### Dyscypliny
| - Boccia (7) - Goalball (2) - Jeździectwo (11) - Judo (13) - Kolarstwo (50) - Koszykówka na wózkach (2) - Lekkoatletyka (170) | - Łucznictwo (9) - Piłka pięcioosobowa (1) - Piłka siedmioosobowa (1) - Pływanie (148) - Podnoszenie ciężarów (20) - Rugby na wózkach (1) - Siatkówka na siedząco (2) | - Strzelectwo (12) - Szermierka na wózkach (10) - Tenis na wózkach (6) - Tenis stołowy (29) - Wioślarstwo (4) - Żeglarstwo (3) |

### Program
| ● | Ceremonia otwarcia |  | Eliminacje | ● | Finały | ● | Ceremonia zamknięcia |

| Sierpień / Wrzesień 2012 | 29 Śr | 30 Czw | 31 Pt | 1 Sob | 2 Nd | 3 Pon | 4 Wt | 5 Śr | 6 Czw | 7 Pt | 8 Sob | 9 Nd | Złote medale |
| ------------------------ | ----- | ------ | ----- | ----- | ---- | ----- | ---- | ---- | ----- | ---- | ----- | ---- | ------------ |
| Łucznictwo               |       |        |       |       |      | 4     | 3    | 2    |       |      |       |      | 9            |
| Lekkoatletyka            |       |        | 11    | 17    | 20   | 17    | 21   | 20   | 21    | 16   | 23    | 4    | 170          |
| Boccia                   |       |        |       |       |      |       | 3    |      |       |      | 4     |      | 7            |
| Kolarstwo                |       | 5      | 5     | 5     | 3    |       |      | 18   | 4     | 6    | 4     |      | 50           |
| Jeździectwo              |       |        |       | 2     | 3    | 2     | 4    |      |       |      |       |      | 11           |
| Piłka pięcioosobowa      |       |        |       |       |      |       |      |      |       |      | 1     |      | 1            |
| Piłka siedmioosobowa     |       |        |       |       |      |       |      |      |       |      |       | 1    | 1            |
| Goalball                 |       |        |       |       |      |       |      |      |       | 2    |       |      | 2            |
| Judo                     |       | 4      | 4     | 5     |      |       |      |      |       |      |       |      | 13           |
| Podnoszenie ciężarów     |       | 2      | 3     | 3     | 3    | 3     | 3    | 3    |       |      |       |      | 20           |
| Wioślarstwo              |       |        |       |       | 4    |       |      |      |       |      |       |      | 4            |
| Żeglarstwo               |       |        |       |       |      |       |      |      | 3     |      |       |      | 3            |
| Strzelectwo              |       | 2      | 2     | 2     | 1    | 1     | 1    | 1    | 2     |      |       |      | 12           |
| Pływanie                 |       | 15     | 15    | 15    | 14   | 14    | 15   | 15   | 15    | 15   | 15    |      | 148          |
| Tenis stołowy            |       |        |       |       | 11   | 11    |      |      |       | 4    | 4     |      | 29           |
| Siatkówka na siedząco    |       |        |       |       |      |       |      |      |       | 1    | 1     |      | 2            |
| Koszykówka na wózkach    |       |        |       |       |      |       |      |      |       | 1    | 1     |      | 2            |
| Szermierka na wózkach    |       |        |       |       |      |       | 4    | 4    | 2     | 1    | 1     |      | 12           |
| Rugby na wózkach         |       |        |       |       |      |       |      |      |       |      |       | 1    | 1            |
| Tenis na wózkach         |       |        |       |       |      |       |      | 1    |       | 2    | 3     |      | 6            |
| Złote medale             |       |        |       |       |      |       |      |      |       |      |       |      | 503          |
| Ceremonie                |       |        |       |       |      |       |      |      |       |      |       |      |              |
| Sierpień / Wrzesień 2012 | 29 Śr | 30 Czw | 31 Pt | 1 Sob | 2 Nd | 3 Pon | 4 Wt | 5 Śr | 6 Czw | 7 Pt | 8 Sob | 9 Nd | Złote medale |

### Państwa uczestniczące
Start w XIV Igrzyskach Paraolimpijskich w Londynie zapowiedziały 164 państwa, czyli o 16 więcej niż w Pekinie. Wśród nich jest 14 debiutantów: Antigua i Barbuda, Brunei, Kamerun, Komory, Demokratyczna Republika Konga, Dżibuti, Gambia, Gwinea Bissau, Liberia, Mozambik, Korea Północna, San Marino, Wyspy Salomona, oraz Wyspy Dziewicze Stanów Zjednoczonych. Dodatkowo do imprezy po dwudziestu czterech latach (ostatni występ w 1988) powrócił Trynidad i Tobago.
Na kilka godzin przed ceremonią otwarcia Botswana i Malawi (dla którego miał to być paraolimpijski debiut) z przyczyn ekonomicznych wycofały się z uczestnictwa w igrzyskach.
- Afganistan (1)
- Albania (1)
- Algieria (32)
- Andora (1)
- Antigua i Barbuda (1)
- Angola (4)
- Arabia Saudyjska (4)
- Argentyna (59)
- Armenia (2)
- Australia (154)
- Austria (32)
- Azerbejdżan (21)
- Bahrajn (2)
- Barbados (1)
- Belgia (40)
- Benin (1)
- Bermudy (1)
- Białoruś (31)
- Mjanma (2)
- Bośnia i Hercegowina (12)
- Brazylia (186)
- Brunei (1)
- Bułgaria (8)
- Burkina Faso (2)
- Burundi (1)
- Chile (7)
- Chiny (267)
- Chińskie Tajpej (18)
- Chorwacja (25)
- Cypr (3)
- Czarnogóra (1)
- Czechy (46)
- Dania (28)
- Demokratyczna Republika Konga (2)
- Dominikana (2)
- Dżibuti (1)
- Egipt (40)
- Ekwador (2)
- Estonia (3)
- Etiopia (4)
- Fidżi (1)
- Filipiny (9)
- Finlandia (35)
- Francja (156)
- Gabon (1)
- Gambia (2)
- Ghana (4)
- Grecja (61)
- Gruzja (2)
- Gwatemala (1)
- Gwinea Bissau (2)
- Haiti (2)
- Hiszpania (129)
- Honduras (1)
- Hongkong (28)
- Holandia (88)
- Indie (10)
- Indonezja (4)
- Iran (68)
- Irak (19)
- Irlandia (46)
- Islandia (4)
- Izrael (25)
- Jamajka (3)
- Japonia (137)
- Jordania (9)
- Kamerun (1)
- Kambodża (1)
- Kanada (146)
- Katar (1)
- Kazachstan (7)
- Kenia (14)
- Kirgistan (1)
- Kolumbia (37)
- Komory (1)
- Korea Południowa (88)
- Korea Północna (1)
- Kostaryka (2)
- Kuba (24)
- Kuwejt (6)
- Laos (1)
- Lesotho (1)
- Liban (1)
- Liberia (1)
- Libia (2)
- Litwa (11)
- Łotwa (8)
- Macedonia Północna (2)
- Madagaskar (1)
- Makau (2)[2]
- Malezja (22)
- Mali (1)
- Malta (1)
- Maroko (30)
- Mauretania (2)
- Mauritius (2)
- Meksyk (81)
- Mołdawia (2)
- Mongolia (6)
- Mozambik (2)
- Namibia (5)
- Nepal (2)
- Niemcy (150)
- Niger (2)
- Nigeria (29)
- Nikaragua (2)
- Norwegia (22)
- Nowa Zelandia (24)
- Oman (2)
- Pakistan (2)
- Palestyna (2)
- Panama (2)
- Papua-Nowa Gwinea (2)
- Peru (1)
- Polska (100)
- Portoryko (2)
- Portugalia (30)
- Południowa Afryka (62)
- Republika Środkowoafrykańska (1)
- Republika Zielonego Przylądka (1)
- Rosja (204)
- Rumunia (5)
- Rwanda (14)
- Salwador (1)
- Samoa (2)
- San Marino (1)
- Senegal (1)
- Serbia (13)
- Sierra Leone (1)
- Singapur (8)
- Słowacja (33)
- Słowenia (22)
- Sri Lanka (7)
- Stany Zjednoczone (225)
- Surinam (1)
- Syria (5)
- Szwajcaria (25)
- Szwecja (59)
- Tadżykistan (1)
- Tajlandia (50)
- Tanzania (1)
- Timor Wschodni (1)
- Tonga (1)
- Trynidad i Tobago (2)
- Tunezja (31)
- Turcja (69)
- Turkmenistan (5)
- Uganda (6)
- Ukraina (150)
- Urugwaj (1)
- Uzbekistan (10)
- Vanuatu (1)
- Wenezuela (29)
- Węgry (33)
- Wielka Brytania (273)
- Wietnam (11)
- Włochy (89)
- Wybrzeże Kości Słoniowej (4)
- Wyspy Dziewicze Stanów Zjednoczonych (1)
- Wyspy Owcze (1)[3]
- Wyspy Salomona (1)
- Zambia (2)
- Zimbabwe (2)
- Zjednoczone Emiraty Arabskie (15)

### Obiekty

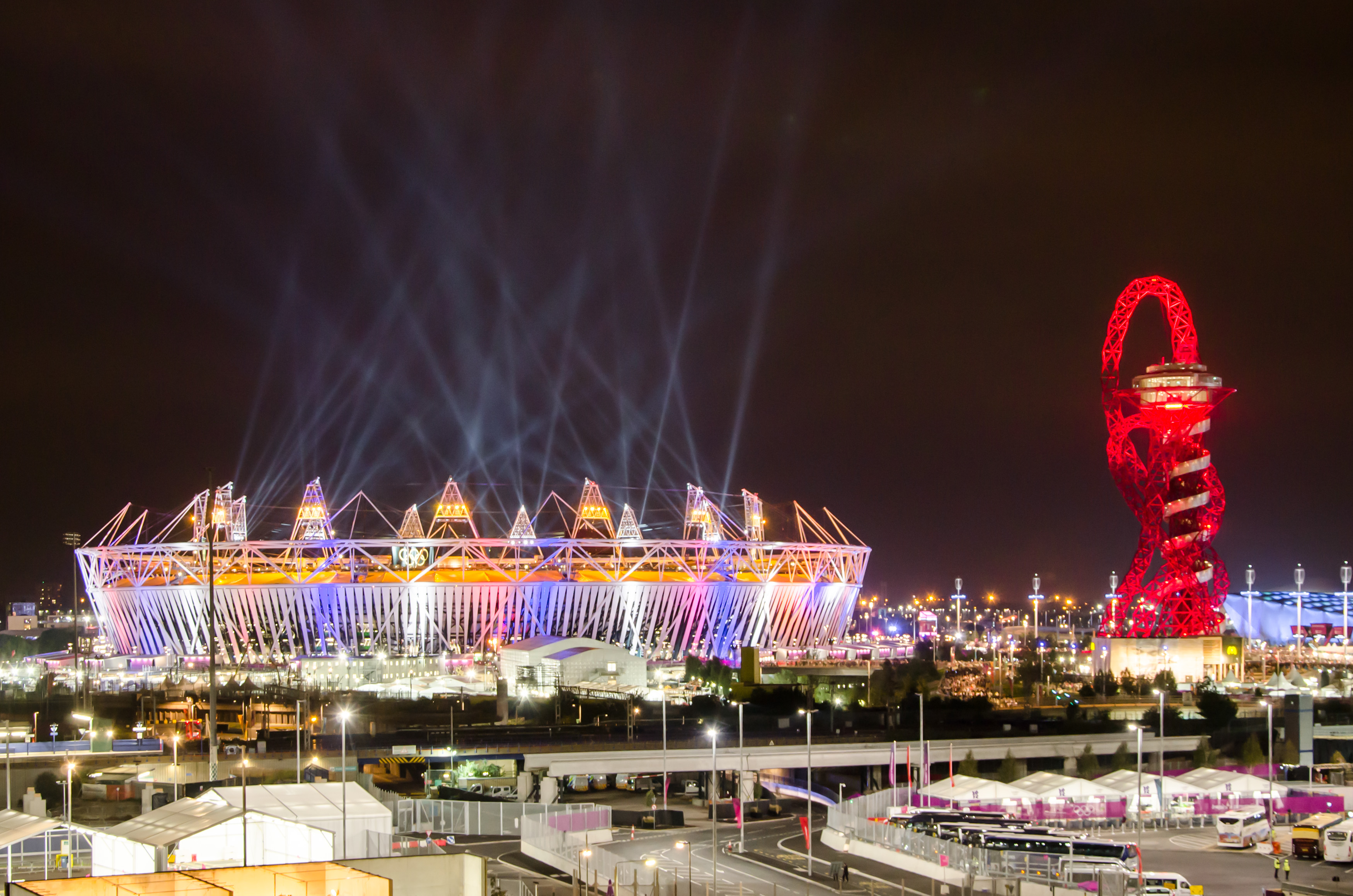
Stadion Olimpijski

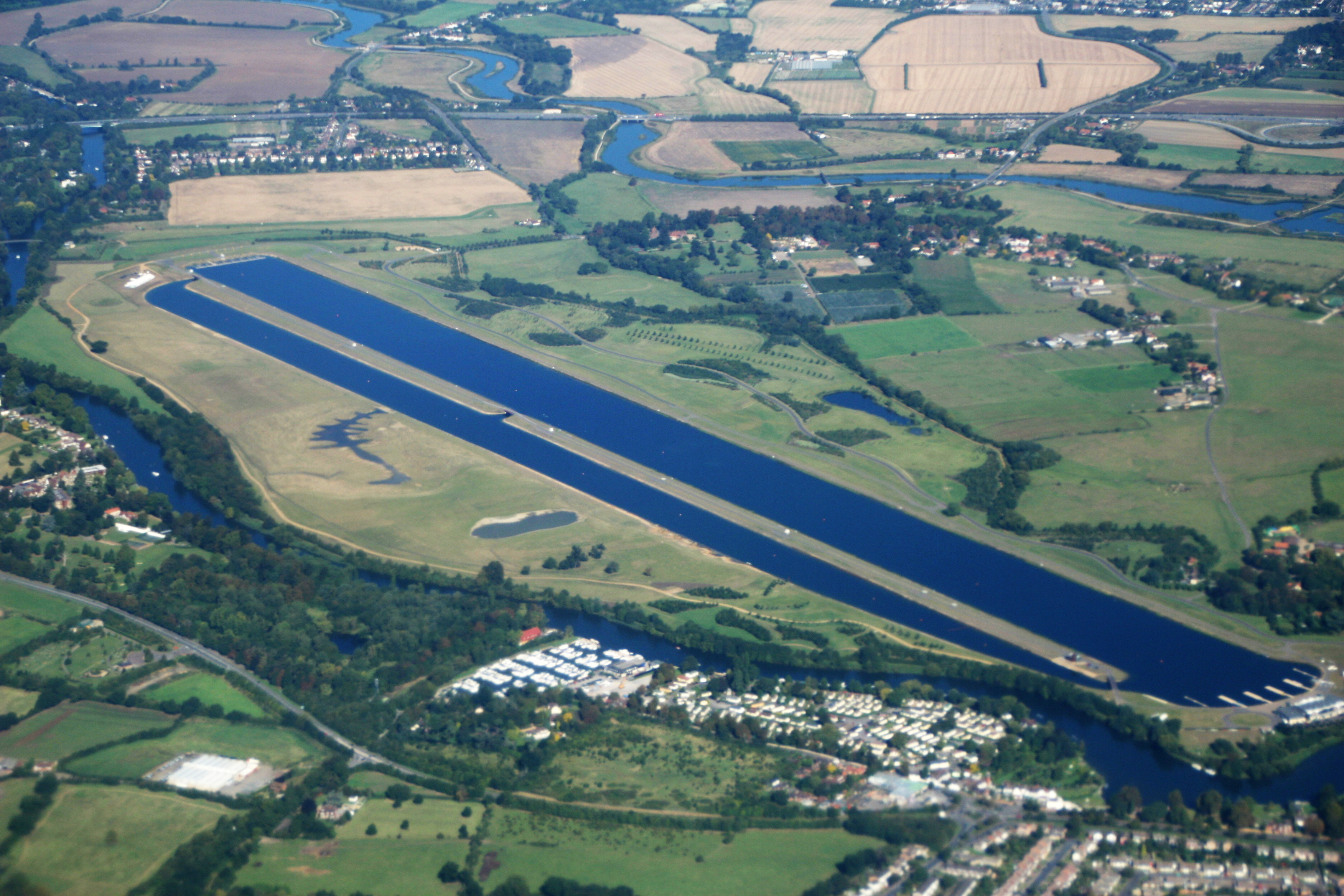
Dorney Lake

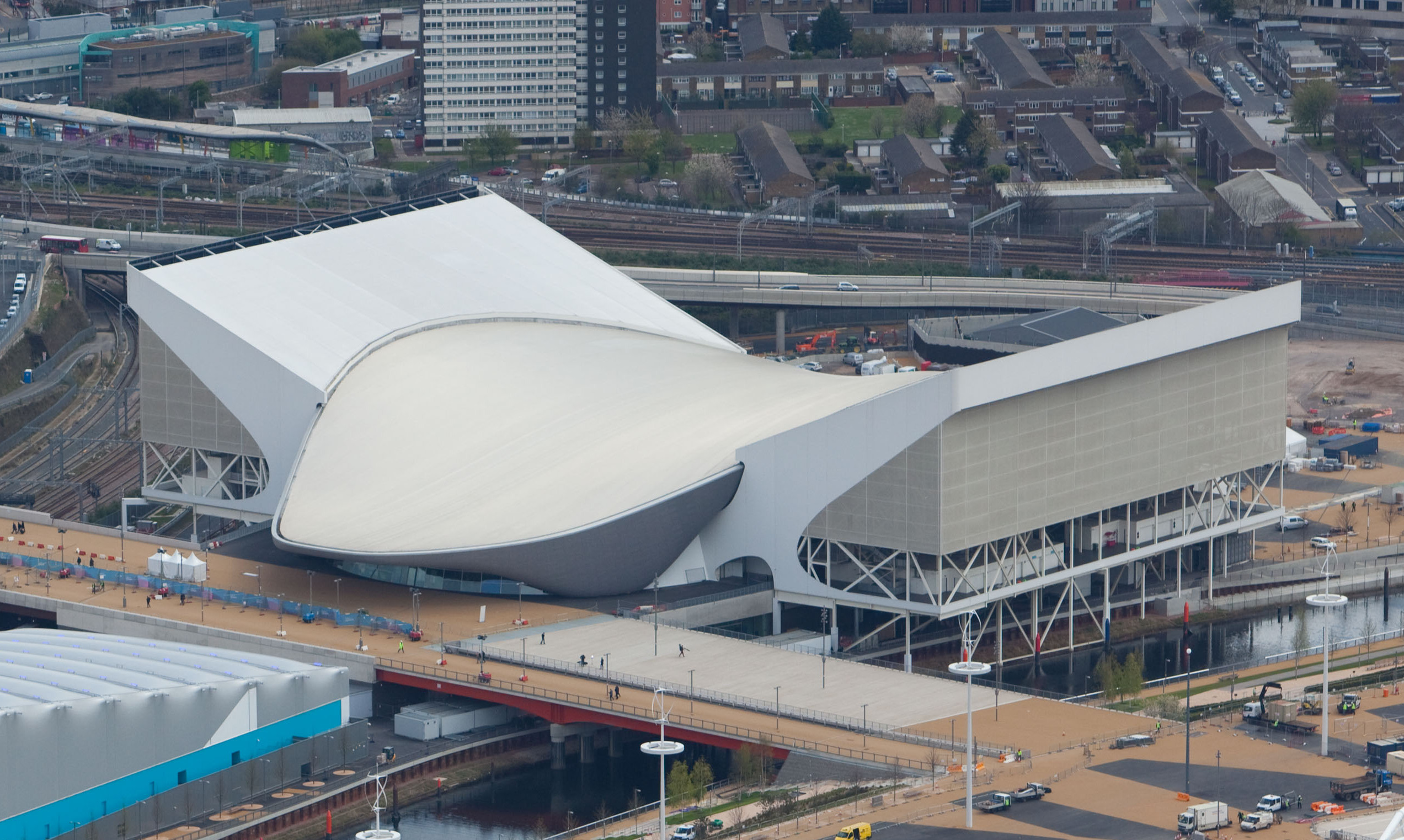
London Aquatics Centre

| Obiekt                                         | Dyscypliny                                                                                 | Pojemność      |
| ---------------------------------------------- | ------------------------------------------------------------------------------------------ | -------------- |
| Aquatics Centre                                | Pływanie                                                                                   | 17,500         |
| Basketball Arena                               | Koszykówka na wózkach Rugby na wózkach                                                     | 10,000         |
| Brands Hatch                                   | Kolarstwo szosowe                                                                          | nieograniczona |
| Copper Box                                     | Goalball                                                                                   | 7,000          |
| Dorney Lake                                    | Wioślarstwo                                                                                | 6,000          |
| Eton Manor                                     | Tenis na wózkach                                                                           |                |
| ExCeL                                          | Boccia Judo Podnoszenie ciężarów Siatkówka na siedząco Szermierka na wózkach Tenis stołowy | 5,000 – 10,000 |
| Greenwich Park                                 | Jeździectwo                                                                                | 6,000          |
| The O2                                         | Koszykówka na wózkach                                                                      | 18,000         |
| Olympic Stadium                                | Lekkoatletyka                                                                              | 80,000         |
| Riverbank Arena                                | Piłka pięcioosobowa Piłka siedmioosobowa                                                   | 16,000         |
| The Mall                                       | Lekkoatletyka – maraton                                                                    | nieograniczona |
| Royal Artillery Barracks                       | Łucznictwo Strzelectwo                                                                     | 5,000          |
| London Velopark                                | Kolarstwo torowe                                                                           | 6,000          |
| Weymouth and Portland National Sailing Academy | Żeglarstwo                                                                                 | 17,400         |

### Klasyfikacja medalowa
| Klasyfikacja medalowa |                   |       |        |      |       |
| Lp.                   | Państwo           | złoto | srebro | brąz | razem |
| 1.                    | Chiny             | 95    | 71     | 65   | 231   |
| 2.                    | Rosja             | 36    | 38     | 28   | 102   |
| 3.                    | Wielka Brytania   | 34    | 43     | 43   | 120   |
| 4.                    | Ukraina           | 32    | 24     | 28   | 84    |
| 5.                    | Australia         | 32    | 23     | 30   | 85    |
| 6.                    | Stany Zjednoczone | 31    | 29     | 38   | 98    |
| 7.                    | Brazylia          | 21    | 14     | 8    | 43    |
| 8.                    | Niemcy            | 18    | 26     | 22   | 66    |
| 9.                    | Polska            | 14    | 13     | 9    | 36    |
| 10.                   | Holandia          | 10    | 10     | 19   | 39    |

## Sztafeta paraolimpijska
Sztafeta paraolimpijska zaczęła się 22 sierpnia 2012, kiedy to na każdym najwyżej położonym punkcie w każdym państwie Zjednoczonego Królestwa: Scafell Pike (Anglia), Ben Nevis (Szkocja), Slieve Donard (Irlandia Północna), i Snowdon (Walia), została zapalona pochodnia z ogniem paraolimpijskim. Wszystkie cztery pochodnie, zostały przetransportowane do stolic tych państw: Londyn, Belfast, Edynburg, Cardiff.
28 sierpnia cztery pochodnie przewieziono do Stoke Mandeville, a stamtąd dotarły na Stadion Olimpijski w Londynie, pokonując przy okazji 92 mile.

## Maskotki
Tak jak podczas Igrzysk XXX Olimpiady maskotkami były Wenlock i Mandeville, które zostały oficjalnie zaprezentowane w dniu 19 maja 2010 roku. Wenlock i Mandeville powstali z kropli stali pochodzącej z budowy Stadionu Olimpijskiego. Wenlock został nazwany na cześć wioski Much Wenlock w Shropshire, która była organizatorem prekursora igrzysk olimpijskich w XIX wieku. Z kolei imię Mandeville pochodzi od nazwy szpitala Stoke Mandeville w Buckinghamshire, gdzie narodziła się idea paraolimpiady.

## Nadawcy telewizyjni
- Wielka Brytania: Channel 4

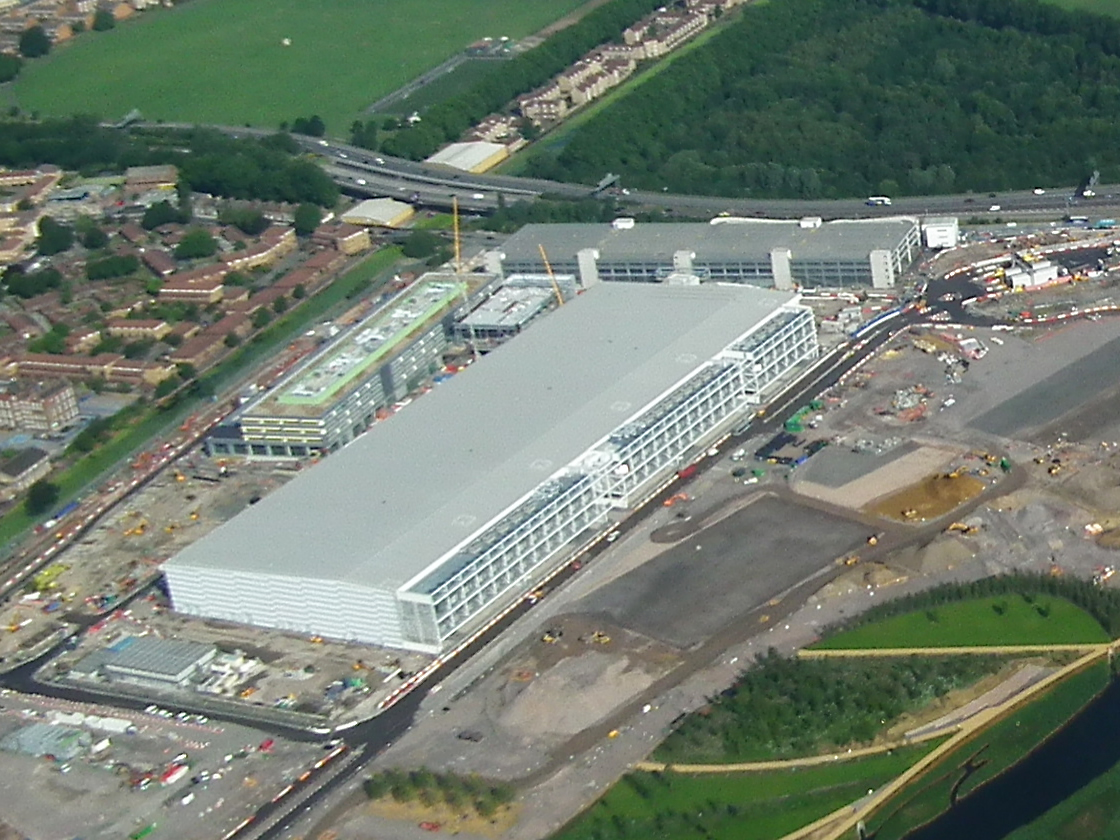
International Broadcast Centre w Londynie

- Australia: Australian Broadcasting Corporation
- Brazylia: Rede Globo I Sportv
- Kanada: CTV Television Network, TSN2, RDS
- Kolumbia: Senal Colombia
- Unia Europejska: European Broadcasting Union
- Finlandia: Yle
- Francja: France Ô, TV8 Mont-Blanc
- Niemcy: ARD, ZDF
- Włochy: Sky Italia,
- Japonia: NHK (Japan Broadcasting Corporation)
- Korea Południowa: Korean Broadcasting System (KBS)
- Szwecja: Sveriges Television (SVT)
- Tajlandia: Thailand Pool TV
- Stany Zjednoczone: NBC
- Dodatkowo Międzynarodowy Komitet Paraolimpijski na swojej oficjalnej stronie internetowej transmitował 580 godzin zawodów.